# Dansk-Vestindisk Rom Kompagni
Dansk-Vestindisk Rom Kompagni er en udløber af Det Kongelige Danske octroyerede Vestindiske Handelsselskab stiftet i 1778, som beskæftiger sig i dag med eksport og produktion af bl.a. A.H. Riise Rom fra de tidligere Dansk Vestindiske øer, i dag US Virgin Islands.
Det Kongelige Danske octroyerede Vestindiske Handelsselskab blev stiftet for at udnytte de gunstige krigskonjunkturer for handel og søfart under det neutrale Dannebrog etableredes i 1778 Vestindisk Handelsselskab. Dette foretagende drev handel først og fremmest på Dansk Vestindien, desuden forpagtede det tolden på Sankt Thomas og Sankt Jan, ligesom det forpagtede told og konsumtion af al den kaffe, sukker og rom, som importeredes til Danmark-Norge. Aktieselskabet lededes af en direktion og af administrationer i henholdsvis København og Sankt Thomas.